# Virisen
Virisen (südsamisch: Vijriesjaevrie) ist ein See auf der Grenze der Gemeinde Storuman zur Gemeinde Vilhelmina im Västerbottens län in der schwedischen historischen Provinz Lappland. Er liegt auf einer Meereshöhe von 605 m ö.h. und ist 28 km² groß. Der See entwässert über den Vapstälven, der sich ab der norwegischen Grenze als Skardmodalselva fortsetzt, zum Europäischen Nordmeer.
Der rund 15 lange und bis zu 2 km breite, fischreiche See erstreckt sich von Bojtiken im Westen, wo er von einer touristisch bedeutsamen Nebenstraße (Sagavägen) berührt wird, die von Hattfjelldal in Norwegen nach Osten Richtung Europaväg 12 führt, nach Osten.